# 受事
受事是表示动作或状态变化的承受者的语义角色。有时“主题”和“受事”可以指同一概念。:165-166
在区分两者的情景下使用时，“受事”指变化的状态的承受者(“我撞了车”)；“主题”则没有这一功能(“我有车”)。在这种区分方式下，状态动词施加于主题，动作动词施加于受事。

## 理论
一般地，句子表达状况，句中动词表示动作，名词短语表示受事。
例如，句子“张三吃饭”中，“饭”是受事。一些语言中，受事需要变格或添加其他标记以表示其语法功能。例如，日语中，动作及物动词的受事以助词o(平假名を)为后缀；助词ga(平假名が)用于非动作不及物动词或形容词上。
受事常与直接宾语混淆。但是它们有明显的差别。受事是语义特征，取决于小句的含义；直接宾语是句法特征，取决于小句充当的句子成分。例如，句子“狗咬人”中，“人”既是受事也是直接宾语；相对地，句子“人被狗咬了”中，句意一样，但语法结构不一样，“人”仍是受事，但现在是小句的主语；“狗”只是施事。